# Eudarcia simulatricella
Eudarcia simulatricella är en fjärilsart som beskrevs av James Brackenridge Clemens 1860. Eudarcia simulatricella ingår i släktet Eudarcia och familjen äkta malar. Inga underarter finns listade i Catalogue of Life.